# دانشنامه شیمی صنعتی اولمان
دانشنامه شیمی صنعتی اولمان(به انگلیسی: Ullmann's Encyclopedia of Industrial Chemistry)یک مرجع مهم از موضوعات مختلف در صنایع شیمیایی است.این دانشنامه نخستین بار توسط فریتس اولمان در سال ۱۹۱۴ میلادی و به زبان آلمانی تالیف شد.پانزدهمین ویرایش این دانشنامه به انگلیسی ترجمه شده و توسط انتشارات وایلی به صورت چاپی و آنلاین منتشر شده است.